# Округ Титон (Монтана)
Титон (енгл. Teton County) је округ у америчкој савезној држави Монтана.

## Демографија
По попису из 2010. године број становника је 6.073, што је 372 (-5,8%) становника мање него 2000. године.
| Група             | 2000.         | 2010.         |
| Белци             | 6.164 (95,6%) | 5.792 (95,4%) |
| Афроамериканци    | 12 (0,2%)     | 3 (0,0%)      |
| Азијати           | 6 (0,1%)      | 8 (0,1%)      |
| Хиспаноамериканци | 73 (1,1%)     | 76 (1,3%)     |
| Укупно            | 6.445         | 6.073         |